# Markthalle (Rotterdam)
Die Markthal ist eine in Rotterdam im Jahr 2014 fertiggestellte Markthalle. Sie steht im Zentrum der Stadt, nicht weit vom Rathaus auf der Coolsingel und von der Hoogstraat entfernt. Letzterer ist der Ort, an dem die Stadt Rotterdam entstanden ist. Sie überrascht die Besucher mit einem modernen Deckengemälde und mit Artefakten aus Rotterdams Entstehungsgeschichte.

## Bau
Der Bau dieser Markthalle begann am 19. November 2009. Sie wurde am 1. Oktober 2014 von Königin Máxima offiziell eröffnet. Die geplante Baudauer wurde eingehalten, ebenso die Kosten, die 175 Millionen Euro betrugen. Sie ist der erste komplett überdachte Lebensmittelmarkt in den Niederlanden. Das Einzigartige an dieser Halle ist, dass sie nicht nur eine Mischung von Markt, Einkaufsläden, Gaststättengewerben und Parkplätzen ist, sondern auch Wohnungen enthält. Die Stadt Seattle in den USA hat zwar eine (Pike Place Market), in der man auch wohnen kann, aber jene umfasst nicht, wie es in Rotterdam der Fall ist, nur ein einziges Gebäude, in dem alles geschieht. Der Entwurf der Rotterdamer Markthalle stammt vom Architekten Winy Maas (* 1959, Schijndel) des Architekturbüros MVRDV aus Rotterdam.

## Gebäude

### Allgemeine Beschreibung

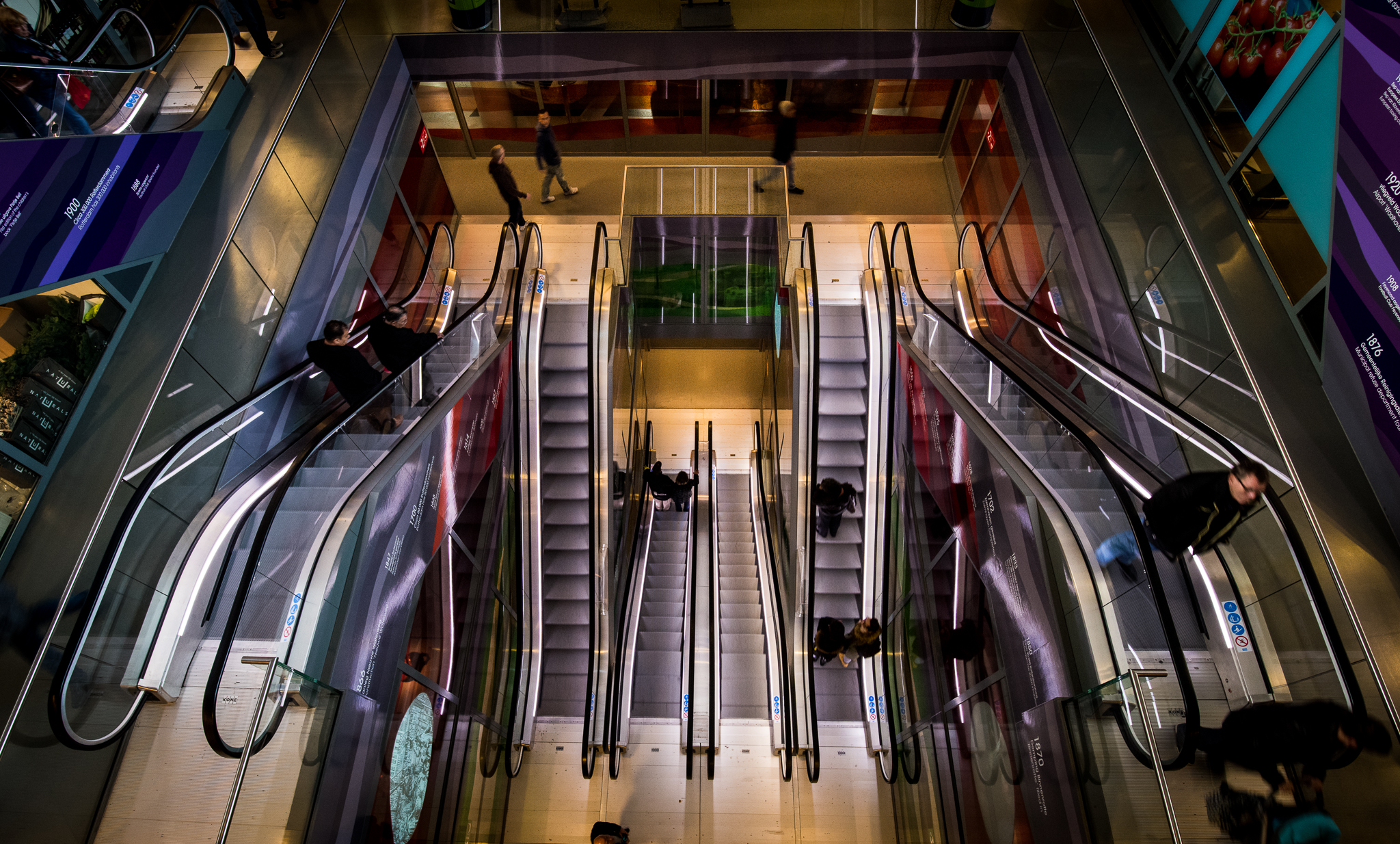
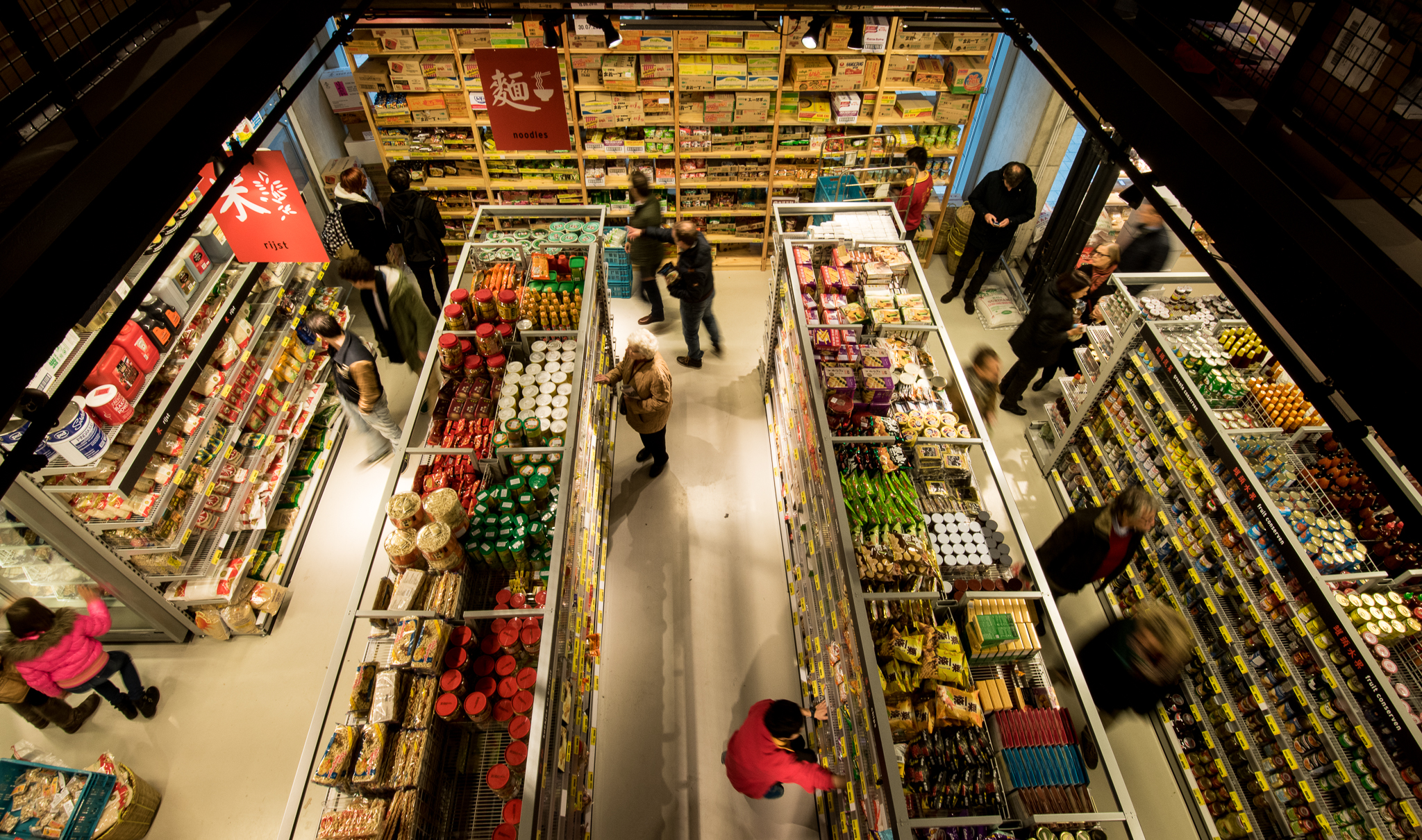
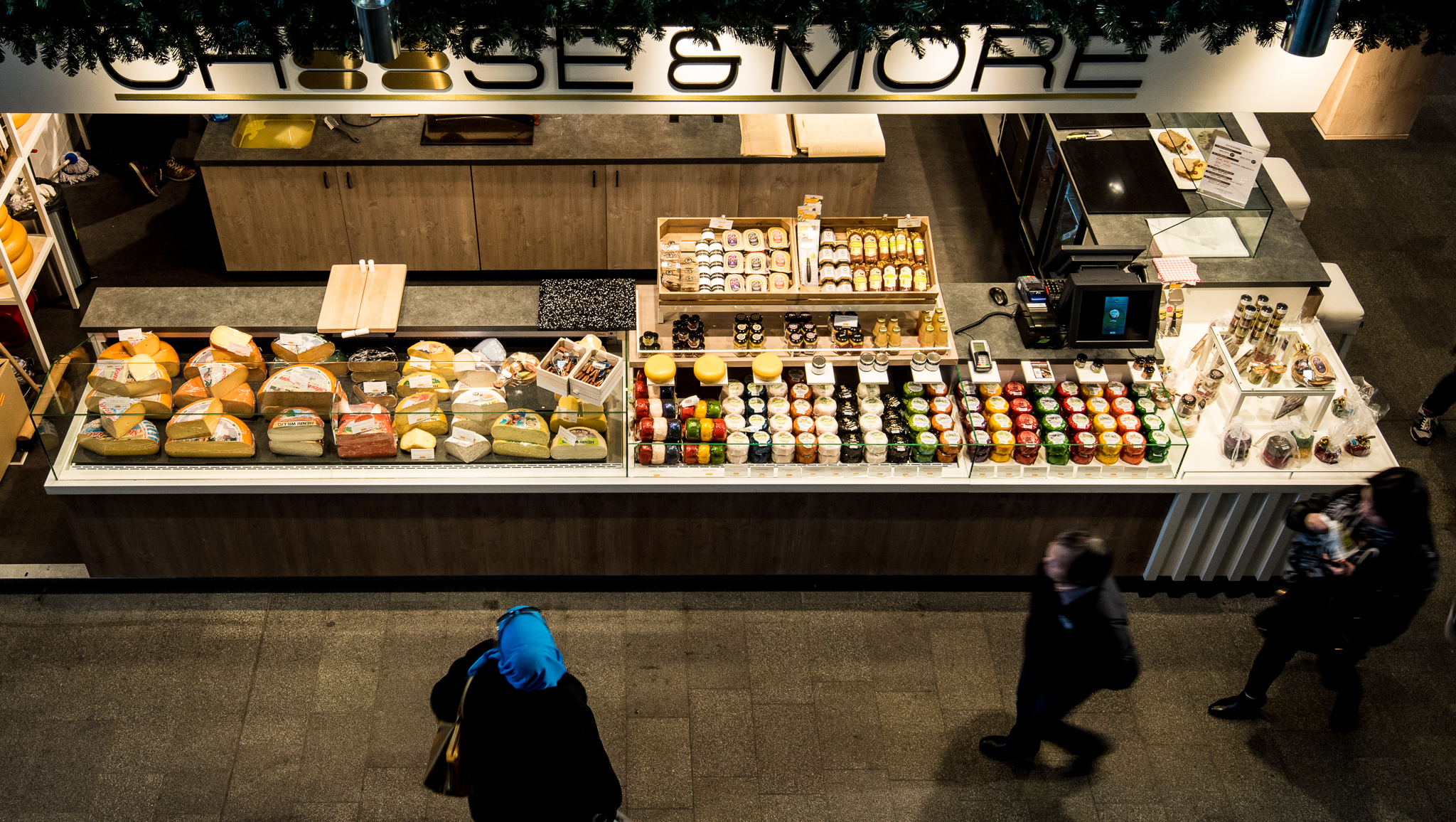

Die Markthalle ist ein hufeisenförmiges, elf Stockwerke hohes, langgestrecktes Gebäude. Die Fassaden an der Vorder- bzw. Rückseite des Baus sind aus Drahtseilen und Glasscheiben zusammengestellt. Die Fassadenkonstruktion ist so ausgeführt, dass sie sich im Falle eines starken Sturms 75 cm ausdehnen kann.
Im Erdgeschoss, das 70 m × 117 m groß ist, befindet sich der Markt mit den Verkaufseinrichtungen. An den Längsseiten sind Fachgeschäfte für Lebensmittel und Getränke, für Kochartikel und ähnliches. In der ersten Etage befinden sich Gaststätten und Kneipen. Die 228 Wohnungen verteilen sich vom zweiten bis zum elften Stockwerk und befinden sich alle an der langen linken bzw. rechten Außenseite des Gebäudes. Die Wohnungen haben eine Fläche zwischen 80 und zu 300 m². Alle sind mit einem Balkon an der Außenseite und viele mit einem oder mehreren Fenstern mit Sicht in die Markthalle ausgestattet. Diese Fenster lassen sich nicht öffnen, aber die Bewohner können von oben in die Halle schauen, ohne den Lärm der Halle hören zu müssen oder von Gerüchen belästigt zu werden. Im elften Stock liegen die Penthouses. Das erste Untergeschoss beherbergt einen großen Supermarkt zusammen mit einem Wein- und Spirituosengeschäft und einer Drogerie. Darunter liegt, auf drei Ebenen verteilt, eine Tiefgarage mit fast 1200 Parkplätzen für Pkw. Geschätzt wird, dass jährlich zwischen 4,5 und 7 Millionen Besucher in der Markthalle einkaufen, essen gehen oder nur bummeln. Schon im Jahr der Eröffnung, am 24. Oktober 2014 wurde die Anzahl von einer Million Besuchern erreicht. Erreichbar ist die Halle mittels folgender öffentlicher Verkehrsmittel: Straßenbahn, Omnibus, die U-Bahn und Eisenbahn (Bahnhof Rotterdam-Blaak).

### Kunstwerk an der Decke

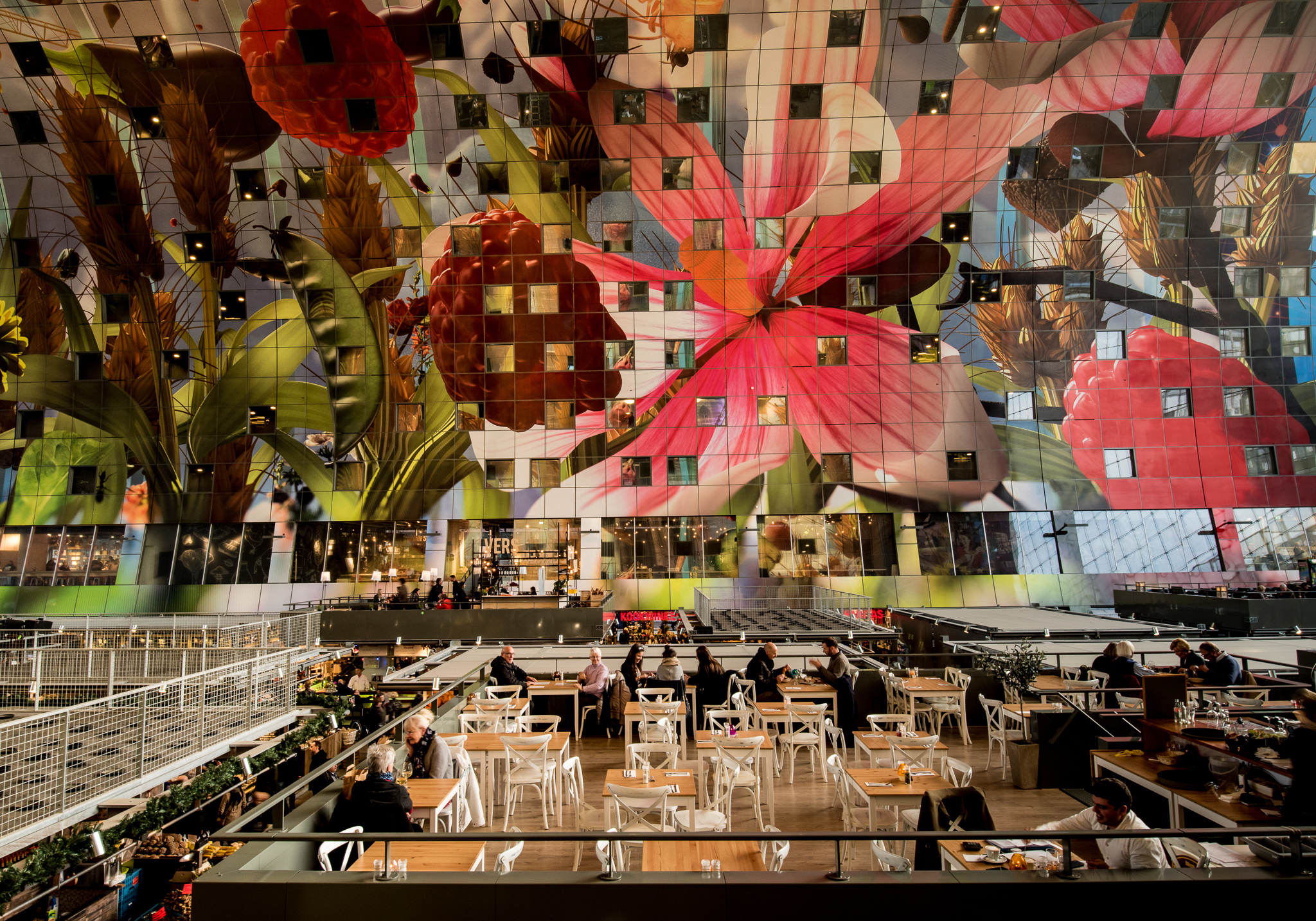
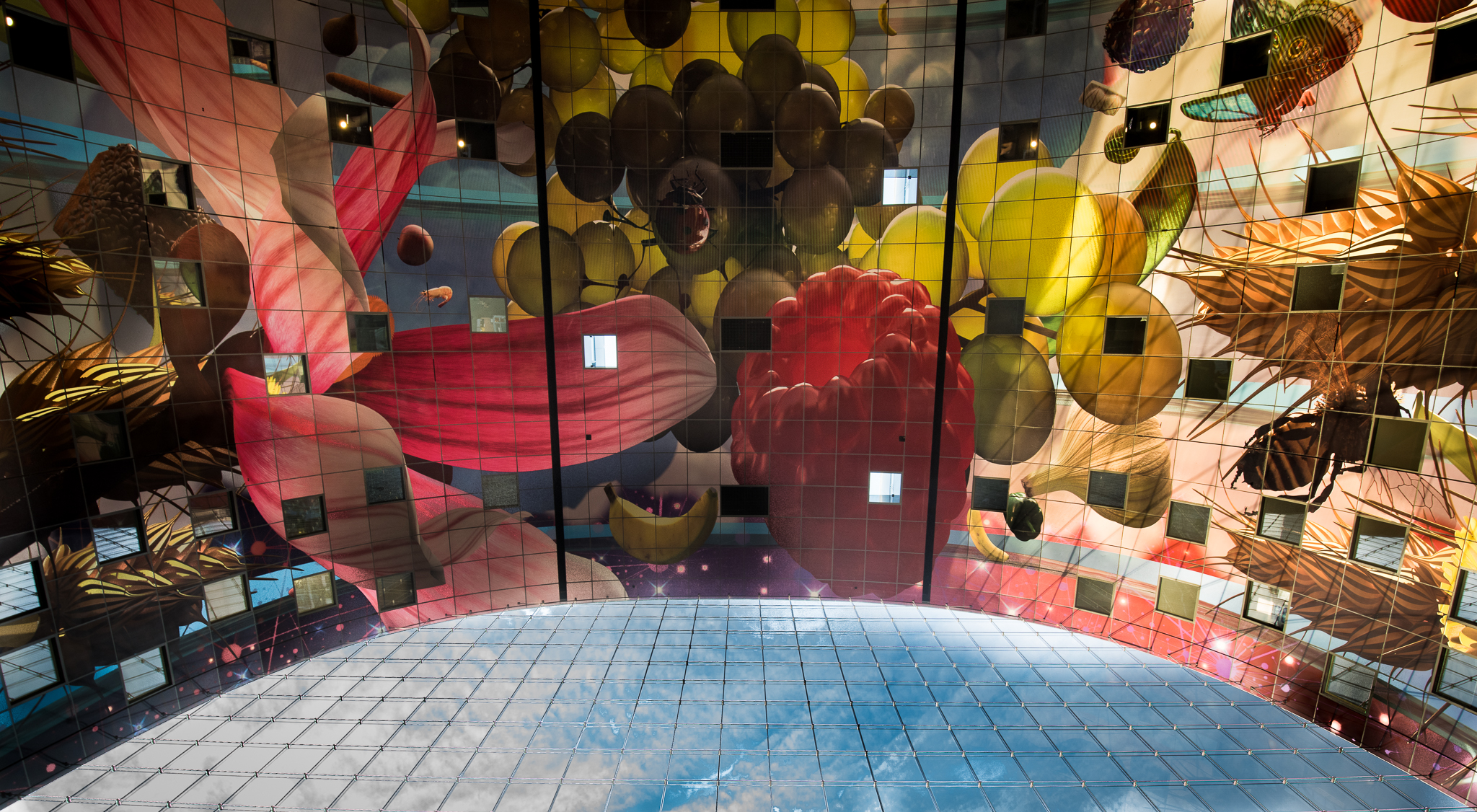
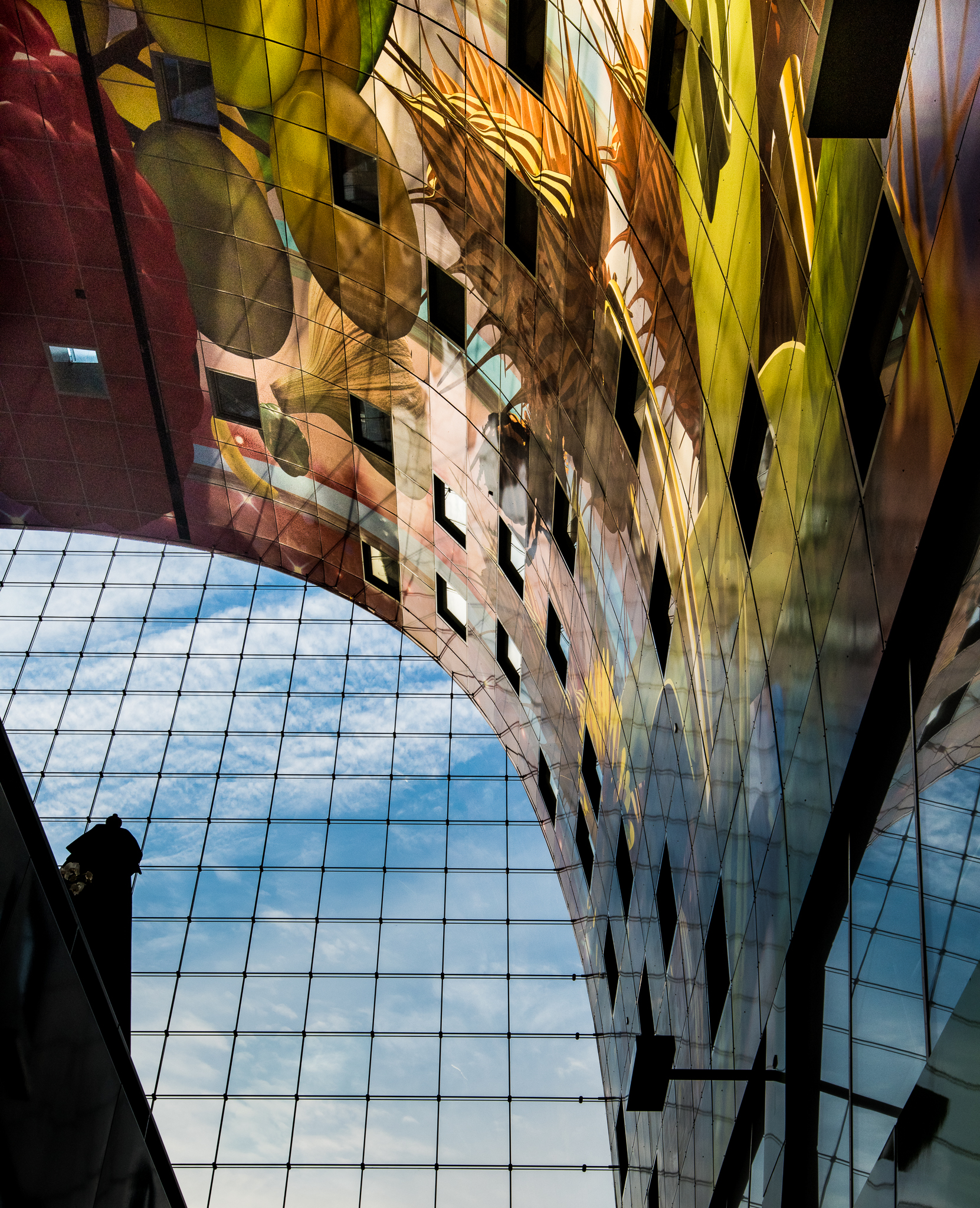

Die Decke der Halle zeigt ein Kunstwerk des niederländischen Künstlers Arno Coenen (* 1972, Deventer), das er zusammen mit seinem Team Coenen (Iris Roskam, Frank aan de Stegge, Michiel van Iperen, Dustin Kershaw, Marinus de Ruiter) in Zusammenarbeit mit Frank Hanswijk und Winny Maas entworfen hat. Das Werk trägt den Namen Hoorn des Overvloeds (Füllhorn). Es zeigt eine moderne Interpretation der Stillleben alter holländischer Meister. Diese Arbeit ist etwa 11.000 Quadratmeter groß. Das Werk besteht aus 4.000 Glasscheiben, jede davon misst 1,5 m × 1,5 m. Es stellt unter anderem stark vergrößerte Früchte, Insekten, Fische, Blumen und Gemüse dar. Auch eine Kuh, die Rotterdamer Laurenskerk und ein Baukran sind zu sehen. Der Meinung des Künstlers nach ist es, als wäre man ein Insekt, wenn man unter dem Kunstwerk steht. Das sei tatsächlich die Idee: das kindliche Gefühl des Verwunderns, das man damals beim Lesen von „Alice in Wunderland“ hatte. Coenen gefällt es, ein großes Werk für öffentliche Räume, die für jeden zugänglich sind, zu schaffen. Zur Umsetzung dieser Idee nutzte er die damals neuesten 3D-Techniken und das Speichervermögen von riesigen Computern, die in dazu speziell ausgestatteten Renderfarmen in Frankreich und Neuseeland rechnen. Die Dateiengröße dieses Kunstwerks beträgt 1,47 Terabyte. Das Ergebnis sind klare, scharfe Bilder, die vom Boden der Halle gut sichtbar sind.

## Architekten MVRDV
Das Architekturbüro, das die Markthalle entworfen hat, wurde 1993 von den Architekten Winy Maas, Jacob van Rijs und Nathalie de Vries in Rotterdam gegründet. Der Name MVRDV ist ein Akronym für die drei Gründer. Das Unternehmen hat u. a. den niederländischen Pavillon für die Expo 2000 in Hannover gebaut. Mit diesem Pavillon machte sie deutlich, wie es in den Niederlanden notwendig ist, den Raum möglichst effizient zu nutzen. Dieses Thema taucht öfters in ihren Konzepten auf wie z. B. in „Pig City“. MVRDV hat bereits zahlreiche andere große Projekte in den Niederlanden und im Ausland realisiert. Ein Beispiel in den Niederlanden ist ein innovativer Gewerbepark in Eindhoven, ein zweites das dortige Musikzentrum „De Effenaar“. Die Projekte wurden durch MVRDV in Zusammenarbeit mit anderen Fachleuten verwirklicht.

## Vergangenheit und die Ausgrabung
In den Jahren 2009 und 2010 bekamen die Archäologen von BOOR (Bureau Oudheidkundig Onderzoek Rotterdam/ Büro für archäologische Forschung Rotterdam) eine gute Gelegenheit, in der zwölf Meter tiefen Baugrube nach historischen Spuren der Stadt zu graben. Auch Bohrungen wurden ausgeführt, die Funde wie Waffen, Werkzeuge, Schmuckstücke und Küchengeräte zutage brachten. Sie geben jetzt ein gutes Bild vom alltäglichen Leben in der vorstädtischen Niederlassung Rotta (9.–12. Jh. n. Chr.) und von der Stadt Rotterdam im Mittelalter. Reste von Wohnungen auf kleinen Warften an beiden Seiten des Flusses „de Rotte“ wurden gefunden. Die Archäologen konnten so zeigen, dass in Rotta Bauern wohnten, die von Ackerbau und Viehzucht lebten und wahrscheinlich auch Handel trieben. Sie wohnten in Holzhäusern, die mit Lehm bestrichenen Flechtwänden und Schilfdächern versehen waren. Die Warften wurden auf jeden Fall fünf Mal aufs Neue erhöht. Jedes Mal wurde an der gleichen Stelle ein neuer Bauernhof gebaut. Um 1050 n. Chr. herum verließen die Bewohner endgültig diesen Ort. Die Warft war zu der Zeit 1,5 m hoch. Die Gründung der Stadt Rotterdam wurde um ungefähr 1270 n. Chr. durch einen Damm im Fluss de Rotte markiert. Ab 1334 n. Chr. wurde das neue Gebiet zum ersten Mal in Quellen genannt. Die ersten Häuser wurden gebaut und umgebendes Land wurde mehr und mehr zum Wohnen und Arbeiten benutzt. Die deutsche Bombardierung auf Rotterdam im Mai 1940 zerstörte jedoch viele historische Spuren auch im Erdreich. Lediglich die sich in der Nähe befindende Laurenzkerk ruft die mittelalterliche Zeit der Stadt zurück.
Die Archäologen fanden es wichtig, die Geschichte von Rotterdam wieder sichtbar zu machen. Die Funde wurden zunächst in das Depot für Bodenfunde der Gemeinde Rotterdam eingelagert, konnten aber dort nicht besichtigt werden. So entstand seitens der Markthallen-Baugesellschaft zusammen mit BOOR die Idee, die Fundstücke im Innern der Markthalle einem großen Publikum zu präsentieren. Auf diese Art und Weise hat nicht nur das Gebäude eine zusätzliche Funktion bekommen, sondern auch die Stadt Rotterdam eine neue Sehenswürdigkeit. Das Treppenhaus, das zur Tiefgarage führt, dient für die Ausstellung De Tijdtrap (Die Zeittreppe). Je weiter die Besucher mit der Rolltreppe hinunterfahren, desto tiefer tauchen sie in die Rotterdamer Vergangenheit ein, wie bei einer Zeitreise. Auf den verschiedenen Ebenen werden in unterschiedlichen Glasvitrinen vielerlei authentische Gegenstände, Modelle und andere Objekte aus den bestimmten Perioden ausgestellt. Auch Filme, Beleuchtung und Sounddesign werden benutzt. Dies findet im Austausch mit den unterschiedlichen Rotterdamer Museen statt. Die Ausstellung ist jeden Tag 24 Stunden kostenlos zu sehen. Ihr Ziel ist es, die Menschen zu überraschen, indem sie mitten in der Stadt mit der modernen Architektur und der Geschichte von Rotterdam konfrontiert werden. Als Zielgruppen dienen Personen aus aller Welt aber auch Einheimische aus Rotterdam oder aus den Niederlanden. Angeboten werden Führungen, Workshops oder Vorträge für Interessierte.

## Publizität
Vom Beginn an bekam das Gebäude nicht nur in den Niederlanden, sondern auch im Ausland viel Publizität, wie folgende Beispiele zeigen: die The New York Times, die The Huffington Post, The Rough Guide, in dem Rotterdam auf der Nummer 8 der Top10-Liste der sehenswertesten Städte stand, die The New York Post und der Lonely Planet veröffentlichten umfangreiche Berichte und Rotterdam wird wegen der Markthallenarchitektur gelobt.

## Tiefgarage
Die Tiefgarage mit 1200 Pkw-Stellplätzen unter der Markthalle, steht nicht nur den Bewohnern der Markthalle, sondern auch den Passanten 24 Stunden am Tag, sieben Tage die Woche zur Verfügung. Die Garage ist mit modernen Techniken ausgerüstet, wie LED-Beleuchtung, Nummernschild-Erkennung, ein Parkführungssystem und bietet dazu die Möglichkeit, zuhause übers Netz einen Platz im Voraus reservieren und bezahlen zu können. Bei jedem Parkplatz zeigt ein grünes oder rotes Signal, ob der Platz noch zur Verfügung steht oder nicht. Für Elektro-Autos stehen elektrische Ladestellen zur Verfügung. Die Bewohner der Markthalle haben die Möglichkeit, einen Dauerparkplatz zu mieten.

## Kritik
Zu unterschiedlichen Punkten gab es Kritik:
1. Lärm: Bevor das Gebäude gebaut werden konnte, war es notwendig, 2500 Pfähle in den Boden hinein zu rammen.[18] Die Anwohner der Baugrube beklagten sich über den Lärm. Darum errichtete die Baugesellschaft zeitweilig eine Wand aus Seefracht-Containern entlang der Baustelle.[19]
2. Öffnungszeiten der Buden: Die Marktstände müssen sieben Tage die Woche von morgens bis abends geöffnet sein. Da nicht alle potentiell Interessierten damit einverstanden waren, dauerte es eine Weile, bevor alle Buden vermietet waren.
3. Mietpreise: Auch die Mietpreise der Buden fanden manche zu hoch. Dazu kam noch, dass nicht jeder der Markthändler Lust hatte, drinnen zu stehen. Der Markt draußen bietet, seit die Markthalle da ist, weniger Buden als zuvor, weil die Stadtverwaltung über die Neueinrichtung der Binnenrotte (des Platzes zwischen der Markthalle und der U-Bahnstation/dem Bahnhof Blaak) auf diese Weise entschieden hat.[20]

## Spitzname
Genau wie viele andere Orte in Rotterdam bekam die Markthalle rasch einen Spitznamen: sie wird de Koopboog (der Einkaufsbogen) genannt. Dieser Name ist abgeleitet von einer anderen Einkaufspassage in Rotterdam: de Koopgoot (die Einkaufsgosse).

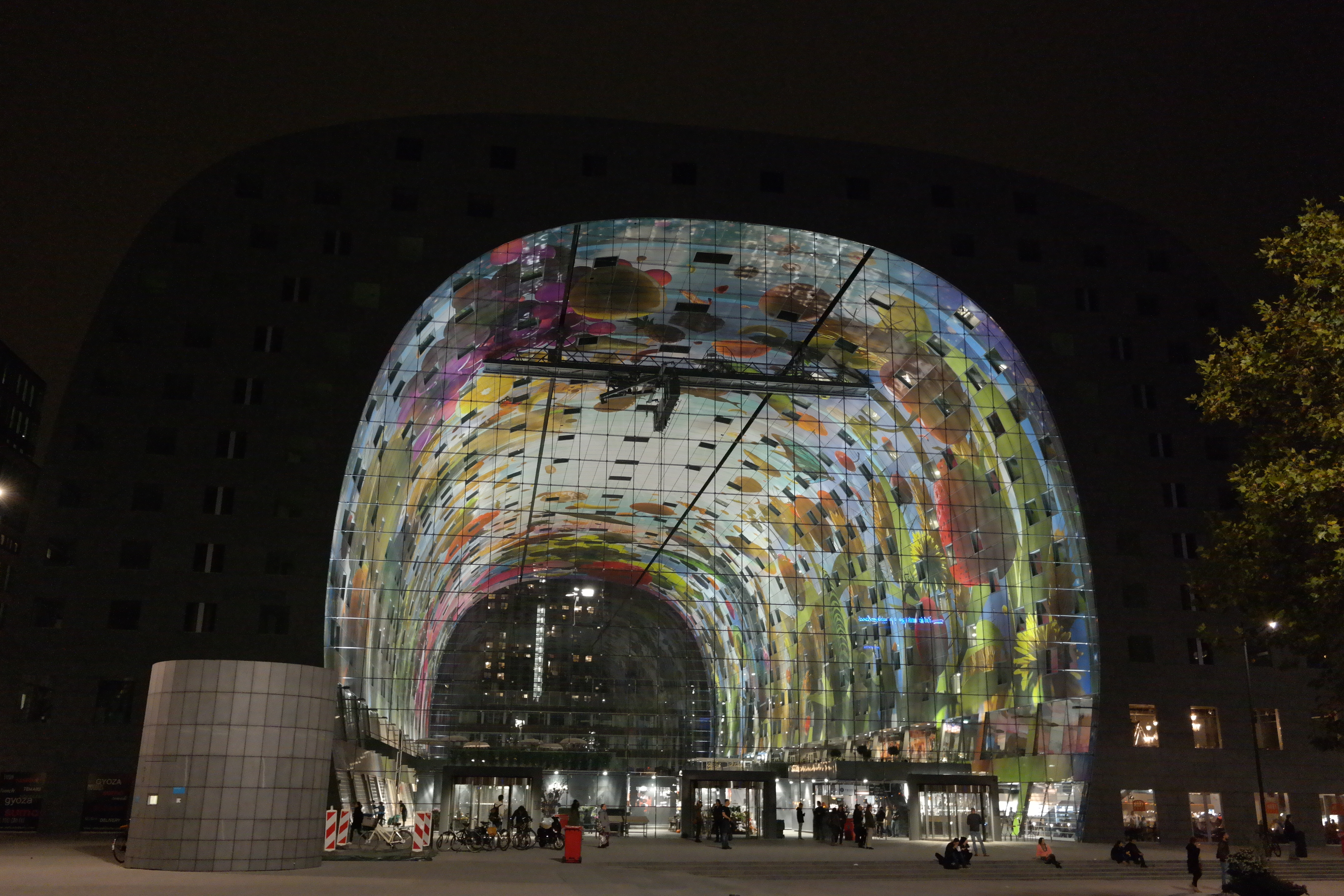
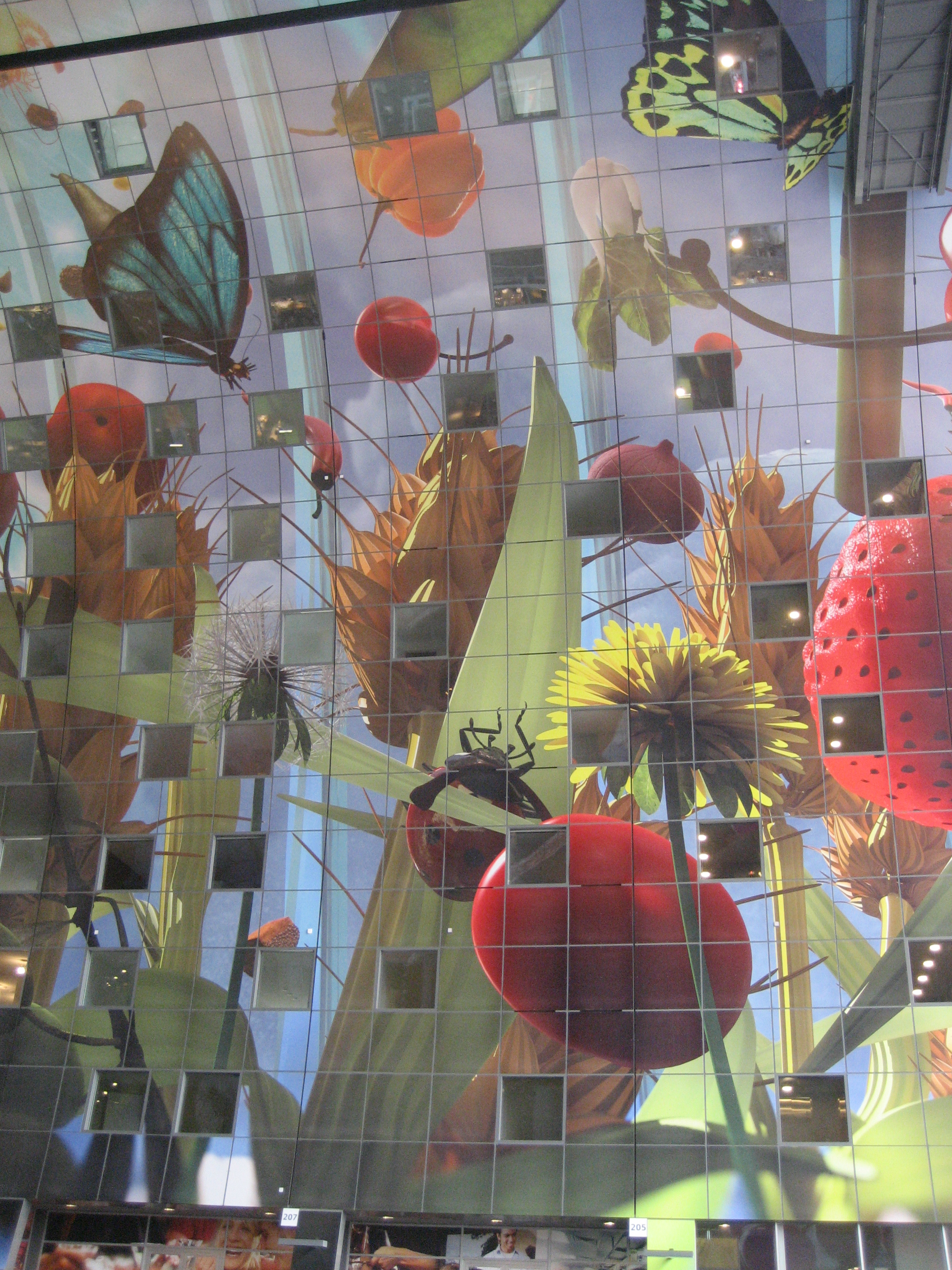
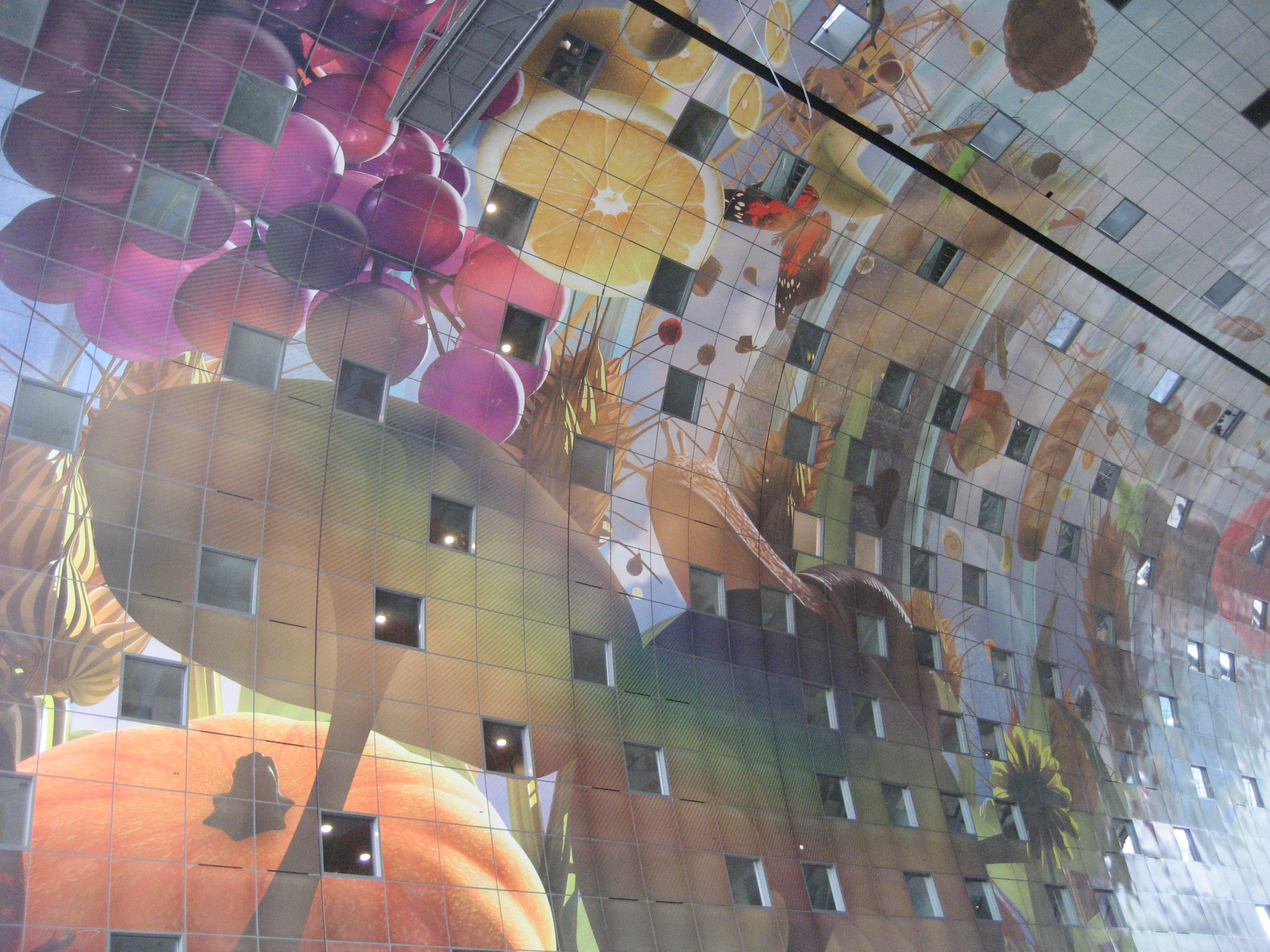
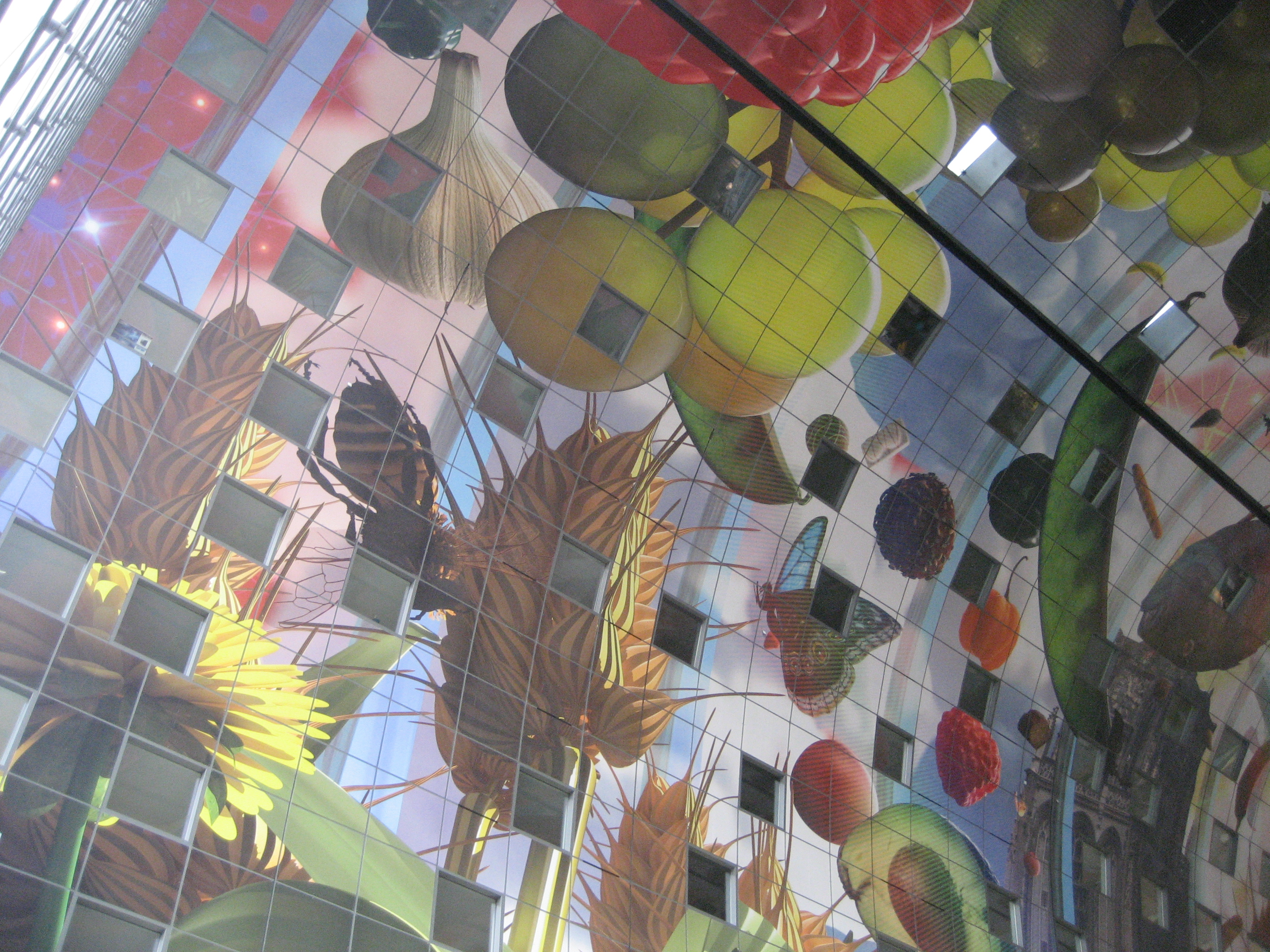
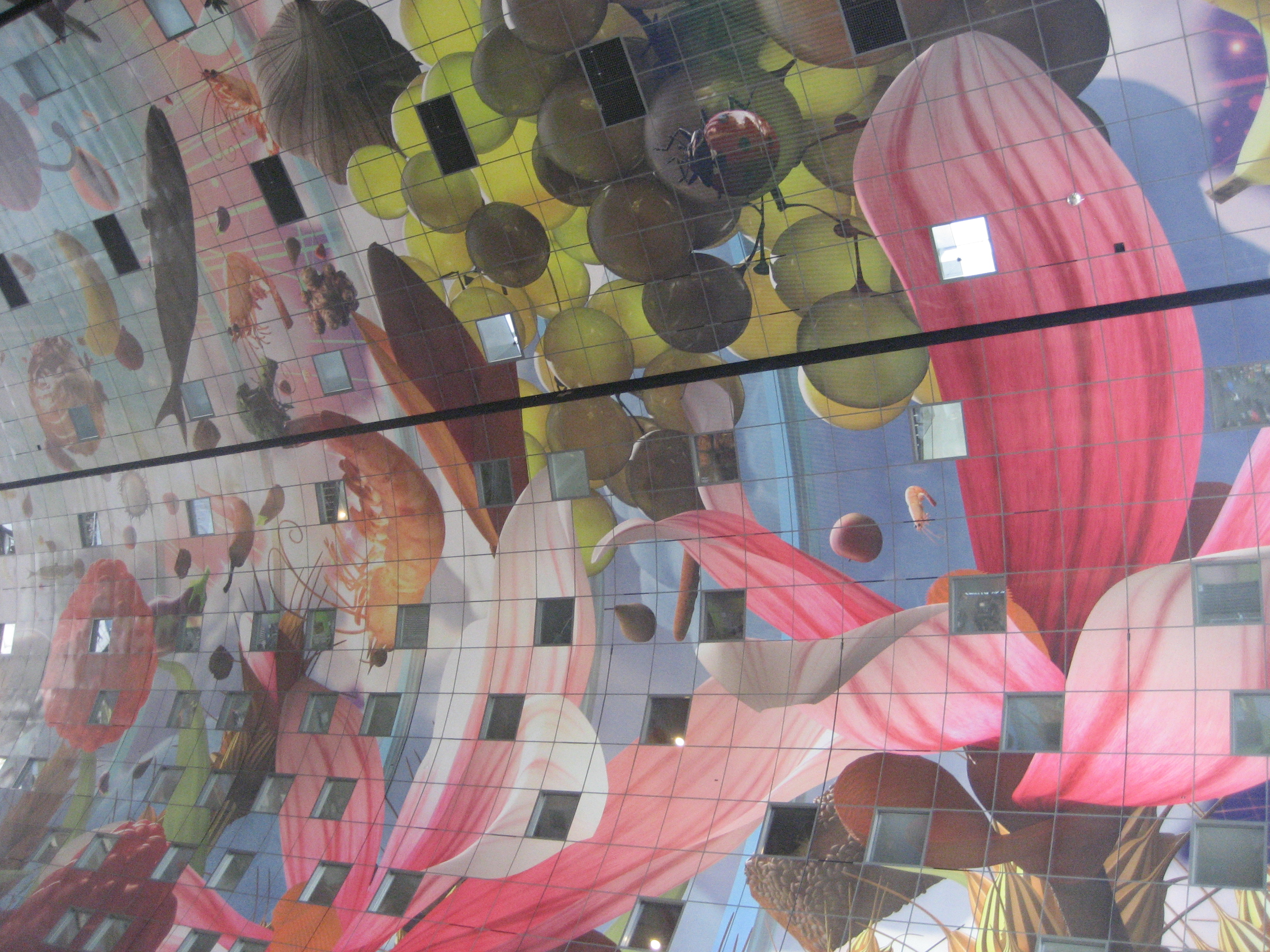